# Babar a la selva
Babar a la selva (títol original: Le Triomphe de Babar) és un llargmetratge d'animació franco-canadenc d'Alan Bunce estrenat l'any 1989. Ha estat doblat al català. És la primera pel·lícula de Babar al cinema. Ha estat seguida de Babar, rei dels elefants (1999).

## Argument
Després d'una superba desfilada de la victòria, els nens de Babar li reclamen una història per adormir-se: perquè la desfilada es diu desfilada de la victòria. Babar conta llavors el seu primer dia al tribunal reial, quan era encara un petit elefant. Durant una reunió, Celeste va sorgir i va demanar l'ajuda a Babar, perquè els rinoceronts de Rataxès envaeixen els pobles dels elefants i s'acosten al de l'avi de Celeste. Babar la creu, però no Cornélius i Pompadour. Veient la lentitud que cal per reunir l'exèrcit dels elefants, Babar marxa sol a protegir els pobles. Però arriba massa tard: els elefants del poble de Celeste són tots capturats, inclosa la seva mare. Només Celeste, el seu avi i alguns nens s'escapen. Celeste i Babar marxen llavors a la persecució de Rataxès per alliberar els presoners.

## Veus originals
- Gordon Pinsent: el rei Babar
- Elizabeth Hanna: la reina Celeste /la Vella Senyora
- Lisa Yamanaka: Isabelle
- Marsha Moreau: Flore
- Bobby Becken: Pom
- Amos Crawley: Alexander
- Gavin Magrath: Babar de jove
- Sarah Polley: Celeste de jove
- Chris Wiggins: Cornélius
- Stephen Ouimette: Pompadour
- John Stocker: Zéphir
- Charles Kerr: Rataxès
- Stuart Stone: Arthur
- Carl Banas: Old Tusk (Avi)
- Ray Landry: Croc
- Angela Fusco: la mare de Celeste